# Petrikovce
Petrikovce (in ungherese Petrik) è un comune della Slovacchia facente parte del distretto di Michalovce, nella regione di Košice.